# Circum-navegação de Jiguli
Circum-navegação de Jiguli (em russo:  Жигулёвская кругосветка) é uma marcha (circum-navegação) por barcos (yawles e baidarkas) que percorre na Rússia, pela curva de rio de Samara a descer os rios Volga e Ussa, a levar barcos pelo istmo entre Volga e Ussa (perto da aldeia de Perevoloki) alguns quilómetros (por camiões habitualmente). A viagem começa e acaba em Togliatti, a sua parte fluvial é de 140 quilómetros, o itinerário rodea da colina de Jiguli.
Competição da circum-navegação é uma de vela das maiores de massas no mundo, acontece por primavera cada desde 1969. Viagens turísticas ocorrem por verão habitualmente.